# Longfibrose

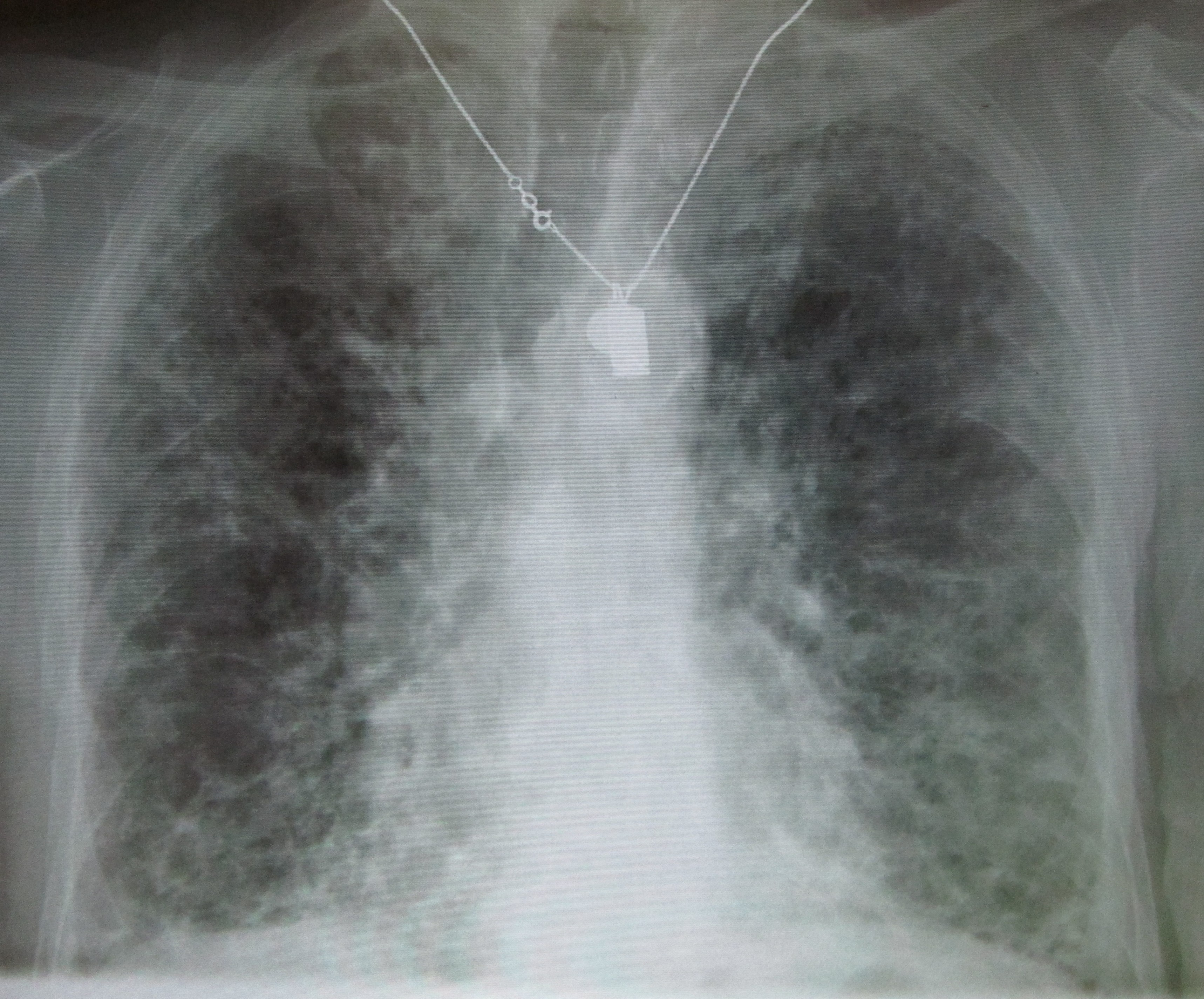
Röntgenfoto van longen met fibrose

Longfibrose, ofwel bindweefselvorming in de longen, is een chronische aandoening waarbij het longweefsel minder goed functioneert. Het is een zeldzame ziekte waarbij de capaciteit van de long om zuurstof op te nemen vermindert. Dit heeft tot gevolg dat de betrokkene kortademig wordt, snel moe is en weinig energie heeft.
Longfibrose kan verschillende oorzaken hebben:
- 'Onbekende oorzaak': De meest voorkomende vorm van longfibrose is idiopathische pulmonale fibrose (IPF). Idiopathie komt uit het Grieks en betekent 'onbekende oorzaak'. Vermoed wordt dat deze vorm van longfibrose een abnormale reactie is van het longweefsel na beschadiging, waardoor uiteindelijk littekenvorming in de longen ontstaat.[2]
- Blootstelling aan bestraling, inademing van allerlei stoffen zoals asbest of mijnstof, bepaalde ernstige  infecties en sommige soorten medicatie.
- Auto-immuunziekten zoals sclerodermie of reuma.
- Erfelijke vormen van longfibrose. In ongeveer 10-15% van de gevallen is er sprake van een erfelijke vorm.

Het is een voortschrijdende en ongeneeslijke ziekte. In sommige gevallen kan longtransplantatie overwogen worden.